# Forcipomyia aerobates
Forcipomyia aerobates är en tvåvingeart som först beskrevs av John William Scott Macfie 1936.  Forcipomyia aerobates ingår i släktet Forcipomyia och familjen svidknott. Inga underarter finns listade i Catalogue of Life.